# Ateliere ale fostei stații de mașini și tractoare (Vărăncău)
Ateliere ale fostei stații de mașini și tractoare este un complex industrial amplasat în Vărăncău, Unitățile Administrativ-Teritoriale din Stînga Nistrului, Republica Moldova. Este un monument istoric de importanță națională inclus în Registrul monumentelor Republicii Moldova ocrotite de stat cu nr. 2053 (raionul Rîbnița). Datează din 1929.